# إريك ديل كاستيو
إدواردو إريك ديل كاستيو نيغريتي غالفان (بالإسبانية: Eduardo Eric del Castillo-Negrete Galván) وهو ممثل مكسيكي ولد في يوم 22 يوليو 1930 في مدينة سيلايا في المكسيك مثل في مسلسل صغيرتي الغالية بدور كليمنتي سوريانو، كما أنه مثل في عدة مسلسلات وأفلام.

## روابط خارجية
- إريك ديل كاستيو على موقع IMDb (الإنجليزية)
- إريك ديل كاستيو على موقع روتن توميتوز (الإنجليزية)
- إريك ديل كاستيو على موقع قاعدة بيانات الفيلم (الإنجليزية)